# Yves Dessca
Yves Dessca, né en 1949 à Lugrin (Haute-Savoie), est un parolier et compositeur de double nationalité : française et américaine. Il est également producteur de musique, arrangeur, directeur artistique, producteur et réalisateur de films à Hollywood, scénariste et peintre. Plus occasionnellement, il est également photographe de mode, et réalisateur de spots publicitaire. Il a aussi composé la comédie musicale le comte de monte-cristo.  

## Biographie
Yves Dessca commence sa carrière de parolier à 18 ans en co-signant deux tubes alors qu'il étudiait la littérature et l’histoire : Le Rire du  sergent en 1971, et surtout La Maladie d'amour en 1973.
Plus de 2 millions de disques de ses chansons ont été vendus durant ses premières années de création. Il est auteur, compositeur ou producteur, parfois les trois en même temps.
À ce jour[évasif], plus de 60 millions de disques de ses compositions et/ou productions ont été vendus à travers le monde.
 
Yves Dessca a reçu des récompenses en qualité d'auteur, de compositeur ou encore de producteur, de la part de la SACEM, l’ASCAP, les BMI awards, etc. 
En 1978, Yves Dessca s'associe une fois de plus au compositeur Jean-Pierre Bourtayre pour La Chanson de Kiki.
En 1985, Yves Dessca est nommé à New York président de la Société Carrère International associée à CBS. Durant cette présidence de quatre années, Yves Dessca se place dans les trois premiers du classement des charts américains et anglais.
En 1990, il s'associe à la TV italienne et contribue au premier concert à Rome des trois ténors José Carreras, Plácido Domingo et Luciano Pavarotti.
En 1999, l'une de ses compositions, Tu m'oublieras, enregistrée par Larusso, figure parmi les meilleures ventes en France (1,5 Mo). Par la suite, un autre titre, On ne s'aimera plus jamais, atteint les 400 000 exemplaires.
Il exerce également en tant qu'auteur pour la télévision et le cinéma, photographe de mode, réalisateur de spots publicitaires (commerciaux) et réalisateur vidéo.
En 2002, un album de ses photographies est réalisé en France et aux États-Unis.
Parrain de la fille de Carl Colpaert, Celine Colpaert.

## Chansons pour
- Richard Anthony : Amoureux de ma femme.
- Hugues Aufray : Moi et mon camion.
- Nicole Croisille :
  - Quand nous n'aurons que la tendresse,
  - Qu'est ce qui se passe dans mon cœur.
- Michel Delpech : L'Amour en wagon lit.
- Jacques Dutronc : Gentleman cambrioleur (chanson de la série télévisée Arsène Lupin, écrite en collaboration avec Jean-Pierre Bourtayre).
- Claude François :
  - Avec la tête, avec le cœur, 1968.
  - Il reste toujours, 1969.
  - Mon cœur est une maison vide, 1969.
  - Menteur ou cruel, 1969.
  - C'est un départ, 1970.
  - C'est Noël est j'aurai tout ça, 1970.
  - Des roses de Noël, 1970.
  - Parce que je t'aime mon enfant, 1970 (chanson adaptée en américain et interprétée par Elvis Presley soue le titre My Boy en 1974).
  - Jamais un amour, 1970.
  - Je te demande pardon, 1971.
  - Plus rien qu'une adresse en commun, 1971.
  - Et je cours, je cours, 1971.
  - Je t'embrasse, 1973.
  - Immortelles sont les filles, 1973.
  - Fille sauvage, 1973.
  - La vie d'un homme, 1975.
  - Six jours sur la route, 1975.
  - Savoir ne rien savoir, 1976.
  - Écoute ma chanson, 1977.
- France Gall :
  - Par plaisir, Dessca coauteur avec Jean-Michel Rivat, musique de Roland Vincent, 1973,
  - Plus haut que moi, Dessca coadapteur avec Jean-Michel Rivat de Maria vai com as outras d'après des paroles brésiliennes de Vinícius de Moraes, musique de Toquinho, 1973.
- Vicky Léandros : Après toi, Dessca coauteur avec Klaus Munro, musique de Mario Panas et Klaus Munro, Grand Prix du Concours Eurovision de la chanson 1972.
- Gilles Marchal : Pauvre buddy River.
- Mireille Mathieu : Je ne suis que malheureuse.
- Nicoletta : Ma vie, c'est un manège.
- Régine : Ça ne s'invente pas.
- Michel Sardou :
  - La Maladie d'amour,
  - Le Rire du sergent,
  - Bonsoir Clara,
  - Un enfant.
- Séverine : Un banc, un arbre, une rue, Grand Prix du Concours Eurovision de la chanson 1971.
- Stone et Charden : Le Prix des allumettes.
- Sylvie Vartan :
  - Une feuille d'or, 1968.
  - Beaucoup d'amour, un peu de patience, 1971.
  - La moitié du chemin, 1971.
  - Une poignée de monnaie, 1971.
  - Annabel, 1971.
  - Parle-moi de ta vie, 1971.
  - Sur la musique, 1972.
  - Danse la chante la, 1975.
  - Il suffirait que tu sois là, 1976.
  - Rappelez-moi en l'an 2000, 1978.

## Production
- Gloria Gaynor : I will survive (n° 1 aux États-Unis en 1979).
- Les Models: Yes with my Body  (album 1979)
- Phyllis Nelson :
  - Move closer (n° 1 en Grande-Bretagne en 1985).
  - I like you (n° 1 aux États-Unis en 1985).
- Gloria Loring : Friends and lovers (n° 1 aux États-Unis en 1986).
- Larry Hancock : Bordeline (1988- ref : Dessca 66522 LP )

## Cinéma
- 1979 : Les Givrés d'Alain Jaspard (France), paroles des chansons
- 1983 : Femmes de Tana Kaleya et Deva Tanmayo (France/Espagne), paroles des chansons (musique de Marc Hillman)
- 2002 : Drama Queen d'Yves Dessca, court-métrage (États-Unis), réalisateur
- 2005 : Devil's Highway de Fabien Pruvot (États-Unis), producteur exécutif